# Bobby Lohse
Bobby Roy Lohse (Mölndal, 3 febbraio 1958) è un velista svedese, vincitore della medaglia d'argento ai Giochi olimpici di Atlanta 1996 nella classe Star insieme a Hans Wallén.
Nell'edizione precedente, sempre con Wallén, si era classificato quinto.

## Palmarès
- Giochi olimpici

Atlanta 1996: argento nella classe Star.